# استفان بسله
استفان بسله (انگلیسی: Stéphane Besle؛ زادهٔ ۲۳ ژانویهٔ ۱۹۸۴) بازیکن فوتبال اهل فرانسه است.
از باشگاه‌هایی که در آن بازی کرده‌است می‌توان به باشگاه فوتبال لانس، باشگاه فوتبال متس، باشگاه فوتبال سنت گالن، و باشگاه فوتبال استراسبورگ اشاره کرد.